# Stalingrad Campaign
Stalingrad Campaign est un jeu vidéo de type wargame conçu par Bill Nichols et publié par Simulations Canada à partir de 1987 sur Apple II, Atari ST, Commodore 64 et IBM PC,. Le jeu simule, au niveau stratégique, l’offensive allemande sur le front de l’Est en 1942 et 1943 pendant la Seconde Guerre mondiale,. Comme les autres jeux du studio, le jeu ne propose pas de graphismes et repose uniquement sur une interface textuelle combinée avec un plateau de jeu et des pions inclus dans son packaging. Le jeu propose trois scénarios – Kharkov (mai 1942), Case Blau (juin à novembre 1942) et Uranus (novembre 1942 à février 1943) – et une campagne qui couvre la période allant de juin 1942 à février 1943. 